# Kumi Koda
Koda Kumiko (em japonês: 神田來未子; romaniz.: Kōda Kumiko; nascida em Quioto, 13 de novembro de 1982), conhecida profissionalmente como Koda Kumi (em japonês: 倖田來未; romaniz.: Kōda Kumi) é uma cantora e compositora japonesa, conhecida por suas canções de J-pop e R&B. Tendo estreado em 2000 com o single "Take Back", Koda ganhou fama por seu sétimo single, "Real Emotion/1000 no Kotoba", as canções das quais foram usadas como temas para o jogo de Playstation 2 Final Fantasy X-2. Sua popularidade cresceu com o lançamento de seu quarto álbum de estúdio Secret (2005), seu décimo sexto single "Butterfly" (2005), e seu primeiro álbum de greatest hits Best: First Things (2005), atingindo o terceiro, segundo e primeiro lugar nas paradas musicais locais, respectivamente.
Embora seus primeiros lançamentos apresentem uma imagem conservadora e quieta, a partir de 2003 Koda adotou um estilo mais sensual e provocante. Por causa dessa imagem, ela tornou-se líder de moda entre as mulheres jovens e adolescentes, criando tendências, como o estilo "ero-kakkoii". Ela também ganhou muitos prêmios de moda, tais como, o "Prêmio de melhor Jeanista" e o título de "Rainha das Unhas" anualmente desde 2006. Desde o aumento da sua popularidade, Koda emprestou seu rosto e músicas para muitas propagandas. Em 2006 e 2007, a Oricon certificou Koda como a maior artista mais vendida do ano. Koda já vendeu mais de 15 milhões de registros físicos no Japão sozinha, fazendo dela a 18ª  artista solo feminina japonesa mais vendida de todos os tempos.
Em julho de 2012, a cantora deu à luz um menino, filho do vocalista e guitarrista da banda japonesa BACK-ON, artisticamente conhecido como KENJI03.

## Biografia
Koda nasceu em uma família de músicos. Seu avô era mestre de shakuhachi e sua mãe era professora de koto; ela é a irmã mais velha de Misono, atual artista solo e ex-vocalista do Day After Tomorrow. Inspirada por sua mãe, que se apresentou em bares de karaokê, Koda, desde tenra idade, tinha aspirações de se tornar uma cantora. Seus anos de escola foram infelizes; ela descreveu seus anos da escola secundária como "tempos obscuros", pois foi ridicularizada devido à sua "gordura", "feiura" e outros fatores relacionados à sua aparência. Durante o segundo ano do ensino médio, Koda fez uma audição no "Dream Audition", da Avex, onde ficou em segundo lugar entre 120.000 participantes. Ela foi então contratada para o sub-rótulo Avex Rhythm Zone. O primeiro livro semi-biográfico de Koda, Koda-shiki ("estilo Koda") foi oficialmente descrito como "uma história sobre uma garota que estava cheia de complexos de inferioridade perseguindo seu caminho".

### 2000–2004: Início de carreira e mudança de imagem
Koda estreou em 6 de dezembro de 2000, com o single "Take Back"; foi seguido por "Trust Your Love", "Color of Soul" (ambos em 2001) e "So into You" (2002). "Trust Your Love" e "Color of Soul" foram os 30 melhores singles; o primeiro alcançou o número 18 na parada e se tornou o primeiro single dos Top Vinte de Koda. Usando o nome artístico Koda, ela gravou "Take Back" e "Trust Your Love" em inglês e lançou os singles nos Estados Unidos pela Orpheus Records. "Take Back" alcançou o número 18 na tabela Hot Dance Music / Maxi-Singles de vendas; "Trust Your Love" teve mais sucesso, alcançando o primeiro lugar na tabela Hot Dance Music / Maxi-Singles de vendas. O single também figurou nas paradas Hot Singles Sales e Hot Dance Club Play, em 19 e 35, respectivamente. Após os ataques de 11 de setembro de 2001, Koda gravou o single de caridade "The Meaning of Peace" com a cantora coreano BoA como parte do projeto Song+Nation da Avex para arrecadar fundos para a caridade. Em março de 2002, Koda lançou seu primeiro álbum, Affection, pela Rhythm Zone; alcançou o número 12 na parada de álbuns da Oricon.
Após o lançamento de Affection, Koda lançou três singles. "Love Across the Ocean", "Maze" (ambos em 2002) e "Emotion real / 1000 no Kotoba" (2003). "Love Across the Ocean" e "Maze" alcançaram as posições 19 e 25. Koda obteve um pequeno sucesso com "Emotion real / 1000 no Kotoba", que alcançou o número 3 após três semanas nas paradas. As músicas foram usadas como temas de abertura e final, respectivamente, do videogame Final Fantasy X-2; além disso, Koda fez os movimentos de dança de um dos personagens e dublou a personagem Lenne na versão japonesa do jogo. Ela lançou seu segundo álbum, Grow into One, em março de 2003. Ele estreou no número 11 nas paradas, e alcançou o número 8 na quarta semana de sua execução.
Desde então, Koda continuou uma série de singles no Top Vinte com "Come With Me", "Gentle Words" (ambos de 2003) e "Crazy 4 U" (2004). Ela então lançou seu terceiro álbum Feel My Mind (fevereiro de 2004), que estreou no número 7. Koda também cobriu a música tema da série de anime Cutie Honey, originalmente de Yoko Maekawa para o filme de ação ao vivo de 2004 e Re: Cutie Honey. A música, que compartilhou o mesmo nome que o show, foi incluída como faixa bônus no álbum e se tornou a faixa-título de seu décimo primeiro single, "Love & Honey" (2004), após o lançamento do álbum. No final do ano, Koda lançou mais dois singles, "Chase" e "Kiseki". Embora Koda sempre tenha sido conhecida por suas modas modificadas em seus videoclipes, o vídeo de "Crazy 4 U" marcou o início de sua incorporação de sua imagem sexy em seus videoclipes. Durante sua mudança de imagem, Koda declarou sua preocupação com o que seus pais pensariam. Quando eles a aprovaram e a apoiaram, ela optou por manter o estilo que se tornaria famoso com seu nome: "ero-kakkoi".[carece de fontes?]

### 2005-2006: Crescente popularidade
O primeiro lançamento de Koda em 2005 foi seu décimo quarto single, "Hands" (19 de janeiro). Menos de um mês depois, ela lançou seu quarto álbum, Secret. Estreou no número 3 e se tornou seu primeiro álbum a estrear no Top Cinco. O álbum foi certificado em dupla platina pelo RIAJ por vender 521.000 cópias no total. Koda então lançou seu décimo quinto single, "Hot Stuff", do álbum. Pouco depois, Koda lançou seu primeiro DVD ao vivo, Secret: First Class Limited Live. Em 2006, a Oricon informou que Secret: First Class Limited Live havia estabelecido um novo recorde nas paradas de DVDs de música, permanecendo no topo das paradas de DVDs da Oricon por sete semanas no total. Koda lançou seu décimo sexto single, "Butterfly", que estreou no número 2 na parada da Oricon. "Butterfly" foi seguido por "Flower" e "Promise/Star"; ambos atingiram o número 4 no gráfico semanal. Em setembro, Koda lançou seu primeiro álbum de grandes sucessos, Best: First Things. O álbum estreou no número 2 na parada de primeira semana, mas subiu ao topo na semana seguinte, dando a Koda seu primeiro álbum número um. Best: First Things vendeu mais de um milhão de cópias e foi certificado pela Associação de Indústria de Gravação do Japão.

### 2017 – presente:W Face,ANDeDNA
Em 8 de março de 2017, Kumi lançou seu décimo terceiro álbum, bem como seu primeiro álbum duplo "W Face ~ inside ~" e "W Face ~ outside ~". Ambos os álbuns lideraram o Oricon Weekly Charts no número um e número dois. Ela foi a segunda artista feminina em quarenta anos a ocupar as duas primeiras posições no ranking de álbuns da Oricon, depois de Ayumi Hamasaki, que lançou A BEST 2 em 2007. Em julho de 2017, Kumi anunciou seu 60º single a ser lançado em agosto de 2017. Será um lançamento limitado e vendido apenas em locais de concerto e no site de música japonesa mu-mo. O single foi o primeiro de três singles planejados lançados para o ano, com seu 61º single lançado em outubro e seu 62º single lançado em dezembro. Em 2 de agosto de 2017, Kumi lançou seu 61º single "LIT" e, em 4 de outubro de 2017, lançou seu 62º single "HUSH". Após o lançamento de "Never Enough" em dezembro, ela lançou seu décimo quarto álbum de estúdio E em 28 de fevereiro de 2018. O álbum foi um dos dois álbuns planejados para o ano, com o segundo álbum, intitulado DNA, lançado em agosto.
O DNA foi promovido através de um site especial criado pela Rhythm Zone. AND estreou no segundo lugar na Oricon e caiu no ranking durante a semana para ocupar o sexto lugar. Este se tornou seu primeiro álbum de estúdio desde Secret para não assumir a posição número 1. AND foi predominantemente lançado por seu fã-clube Koda Gumi, o que foi evidenciado pela realização de uma turnê específica do fã-clube para o álbum, intitulada Fanclub Tour 2018 ~ AND ~. Duas apresentações diferentes seriam lançadas: sua performance de 29 de abril de 2018 no Drum Logos em Fukuoka foi colocada na edição CD + 3DVD do DNA, enquanto sua performance de 9 de junho de 2018 realizada no Zepp Tokyo foi colocada na edição 4DVD do Live Tour 2018 ~DNA~. Seu segundo lançamento em estúdio para 2018, DNA, teve um desempenho melhor nas paradas. Embora também tenha estreado no segundo lugar, permaneceu entre os dez primeiros ao longo da semana, dando-lhe a classificação semanal de terceiro lugar. O álbum realizou uma turnê correspondente, Live Tour 2018 ~DNA~, que seria lançada em DVD e Blu-ray em março de 2019. A performance utilizada no DVD e Blu-ray foi do concerto realizado na Prefeitura de Kanagawa no 36º aniversário de Kumi em 13 de novembro de 2018.

### Vida Pessoal
Em agosto de 2007, havia rumores de que Koda estava namorando o líder do SMAP, Masahiro Nakai. A mídia questionou as agências de artistas sobre o assunto; nenhuma agência havia confirmado ou negado os rumores. Em setembro, durante um programa de variedades em que Nakai era semi-regular, a socialite Dewi Sukarno estava discutindo seu namorado ideal e mencionou que Nakai e Koda estavam namorando. Também havia rumores de que os dois se casariam antes do 25º aniversário de Koda. Na edição de dezembro de Josei Seven, foi "confirmado" que os dois estavam namorando.
O casal foi apelidado de "casal nacional", apelido usado pela última vez no início dos anos 1960, quando o ator Akira Kobayashi se casou com a cantora de enka, Hibari Misora. No entanto, alguns negaram que o relacionamento seja real, alegando que Johnny Kitagawa orquestrou o relacionamento para transferir o SMAP para o selo Avex; sites afirmaram que Koda é apenas um disfarce para a verdadeira namorada de Nakai. Em 12 de dezembro de 2011, esses rumores foram finalmente provados falsos, pois foi anunciado no site oficial de Kumi Koda que ela estava noiva de Kenji03 do Back-On. Kumi então anunciou em 16 de dezembro que estava grávida de oito semanas; isso foi descoberto após o retorno do Mnet Asian Music Awards em Cingapura. Os dois se casaram em 22 de dezembro e Koda deu à luz o primeiro filho do casal, um menino, em 17 de julho de 2012.

## Imagem
Koda é conhecida por sua imagem "sexy". Em 2003, ela deu início a uma tendência de desnudamento dos seios quando apareceu em anúncios usando um sutiã metálico. Seu trabalho de 2004 com o anime Cutie Honey deu continuidade a essa imagem, e em 2005, ela começou a tendência "ero kawaii" ou "ero-kakkoii" no Japão e foi parcialmente responsável por tornar o uso de lingerie em público mais aceitável no Japão. A imagem de Koda inspirou outros artistas: a cantora coreana Ayumi Lee e a cantora-modelo americana expatriada japonesa Leah Dizon, ambas conhecidas por seu uso da sexualidade na imagem, são inspiradas em parte por Koda. O jornal de Cingapura, The New Paper sugeriu que sua imagem sexy era responsável por suas vendas - ela superou as vendas da "rainha do J-pop" Ayumi Hamasaki em 2006 e 2007. Em 2006, Koda começou a ganhar prêmios por ser uma nova criadora de tendências no Japão, incluindo o "Prêmio de Melhor Jeanist" em 4 de setembro de 2006, e o título de "Nail Queen" por sua arte em suas unhas em 21 de novembro de 2006, por Japan Nail Expo.
Em 2006, quando a popularidade dos cantores japoneses estava diminuindo em Cingapura devido ao aumento da popularidade do Korean Wave, a imagem sexy de Koda conquistou sua popularidade na região e renovou o interesse pelo J-pop. James Kang, diretor de marketing da Warner Music Asia, observou que a imagem sexy de Koda é popular não só entre os homens, mas também entre as mulheres, até mesmo "tias japonesas", porque ela usa sua imagem para "fazer uma declaração feminista [...]. constantemente dizendo às mulheres para acreditarem em si mesmas e fazerem o que quiserem ". Em 2007, foi proposto que o termo "ero-kakkoii" fosse adicionado à Enciclopédia Japonesa de Palavras Contemporâneas.

## Prêmios e indicações
Koda ganhou seu primeiro prêmio no 47º Japan Record Awards por Butterfly em 1 de janeiro de 2006, e foi premiada com "Triple Crown" no Japan Gold Disc Awards em 10 de março de 2006, por embolsar três prêmios: "Artista Pop de Ano ","Álbum Pop do Ano" e "Vídeo Musical do Ano". Ela continuou a ganhar mais prêmios por essa música; em 27 de maio de 2006, o MTV VMAJ premiou Koda com "Melhor Vídeo Feminino" e "Melhor Vídeo do Ano" por "Butterfly", e "buzzASIA from Japan" por "Trust You", uma faixa de seu álbum Secret. Mais tarde em 2006, sua canção "Yume no Uta" de seu 33º single, "Yume no Uta / Futari de ...", rendeu a Koda mais prêmios. Ela foi a vencedora do Grande Prêmio no 39º Grande Prêmio Japan Usen.
Em 26 de maio de 2007, Koda ganhou três prêmios do MTV Video Music Awards Japão pelo segundo ano consecutivo. "Yume No Uta" foi nomeado em três categorias e ganhou "Melhor Vídeo Feminino" e "Melhor Vídeo do Ano". A própria Koda ganhou um prêmio especial conhecido como "Prêmio de Melhor Artista Estiloso". No Best Hit Kayōsai Koda de 2007 "Ai no Uta" lhe rendeu o Grand Prêmio na categoria Pop, também ganhando um dos prêmios de ouro no 49º Recorde Nihon Taishō.
Koda, embora tenha sucesso nas paradas da Oricon com vendas de CDs físicos, ela mantém o sucesso nas vendas de música online também. É relatado que vinte e dois de seus videoclipes estão entre os 100 vídeos mais baixados, com quatro de seus vídeos dominando os cinco primeiros, e tendo "Koi no Tsubomi" no topo da Tabela de Downloads Gerais, o que representa treze de suas outras canções. Ela vendeu mais de 15 milhões de discos no Japão. Koda ganhou o prêmio de "Hottest Asian Artist" no 13º Mnet Asian Music Awards (MAMA) em 2011. Koda e o diretor Mika Ninagawa ganharam o "Prêmio de Excelência em Curtas Musicais, Prêmio Cinematográfico" por Aranha Rosa no Short Shorts Film Festival & Asia 2013 (abreviatura: SSFF & ASIA).

## Discografia
- Affection (2002)
- Grow into One (2003)
- Feel My Mind (2004)
- Secret (2005)
- Black Cherry (2006)
- Kingdom (2008)
- Trick (2009)
- Universe (2010)
- Dejavu (2011)
- Japonesque (2012)
- Bon Voyage (2014)
- Walk of My Life (2015)
- W Face: Inside/Outside (2017)
- AND (2018)
- DNA (2018)
- Re(cord) (2019)